# كاندجي ماكومبا
كاندجي ماكومبا (بالفرنسية: Macoumba Kandji) (2 أغسطس 1985 بداكار في السنغال - ) هو لاعب كرة قدم سنغالي في مركز الهجوم. لعب مع كولورادو رابيدز وليفادياكوس ونادي الفيصلي ونادي هلسنكي ونيويورك ريد بولز وهيوستن دينامو والنادي الرياضي بكالوني وAtlanta Silverbacks U23's ‏ وأتلانتا سيلفرباكس.

## وصلات خارجية
- كاندجي ماكومبا على موقع الدوري الأمريكي (الإنجليزية)
- كاندجي ماكومبا على موقع قاعدة بيانات كرة القدم.إي يو (الإنجليزية)
- كاندجي ماكومبا على موقع Soccerway.com (الإنجليزية)
- كاندجي ماكومبا على موقع عالم كرة القدم.نت (الإنجليزية)
- كاندجي ماكومبا على موقع AS.com (الإسبانية)